# Nati nel 1964/Febbraio
| Questa pagina contiene informazioni ricavate automaticamente dalle voci biografiche con l'ausilio del template Bio e di un bot. L'aggiornamento è periodico e automatico e ricostruisce completamente la pagina. Se manca una persona in questa lista, sei pregato di non aggiungerla, ma accertati piuttosto che la sua voce biografica contenga il template Bio e che i dati anagrafici siano correttamente compilati. Se il template Bio manca, inseriscilo tu stesso o, in alternativa, metti l'avviso {{tmp\|Bio}} che ne segnala la mancanza. Se i dati riportati sono sbagliati, correggi direttamente la voce biografica; le modifiche saranno visibili in questa lista entro pochi giorni. Per chiarimenti vedi il progetto biografie. La lista contiene solo le 322 persone che sono citate nell'enciclopedia e per le quali è stato implementato correttamente il template Bio. Pagina aggiornata al 18 ago 2025. |

- 1º febbraio - Philippe Casado, ciclista su strada francese († 1995)
- 1º febbraio - James FitzPatrick, ex giocatore di football americano statunitense
- 1º febbraio - LIUBA, artista italiana
- 1º febbraio - Sandra Monacelli, politica italiana
- 1º febbraio - Eli Ohana, allenatore di calcio e ex calciatore israeliano
- 1º febbraio - Jani Lane, cantante statunitense († 2011)
- 1º febbraio - Alberto Prina, ex cestista italiano
- 1º febbraio - Linus Roache, attore britannico
- 1º febbraio - Bugge Wesseltoft, musicista, pianista e compositore norvegese
- 2 febbraio - Igor' Boldin, ex hockeista su ghiaccio russo
- 2 febbraio - Maria Grazia Chiuri, stilista italiana
- 2 febbraio - Ibrahim Faltas, francescano egiziano
- 2 febbraio - Pierangelo Giovanetti, giornalista italiano
- 2 febbraio - Billy Kennedy, allenatore di pallacanestro statunitense
- 2 febbraio - John Pescatore, ex canottiere statunitense
- 2 febbraio - Laura Poitras, regista e produttrice cinematografica statunitense
- 3 febbraio - Matraca Berg, cantautrice statunitense
- 3 febbraio - Vinko Brešan, regista croato
- 3 febbraio - Latham Gaines, attore cinematografico, attore teatrale e compositore statunitense
- 3 febbraio - Alberto Gamero, allenatore di calcio e ex calciatore colombiano
- 3 febbraio - Ann Harada, attrice e cantante statunitense
- 3 febbraio - Corinne Masiero, attrice francese
- 3 febbraio - Gregorio Nardi, pianista italiano
- 3 febbraio - Gary D. Roach, montatore statunitense
- 3 febbraio - Marc Robinson, attore indiano
- 3 febbraio - Michael Rummenigge, ex calciatore tedesco
- 3 febbraio - Domenico Semeraro, bobbista svizzero
- 3 febbraio - Gengoroh Tagame, fumettista giapponese
- 3 febbraio - Indrek Tarand, politico e giornalista estone
- 3 febbraio - Ellen Thomas, attrice sierraleonese
- 4 febbraio - Jean Acedo, allenatore di calcio e ex calciatore francese
- 4 febbraio - Ricardo Acioly, ex tennista e allenatore di tennis brasiliano
- 4 febbraio - Elżbieta Bieńkowska, politica polacca
- 4 febbraio - Corneille Daems, ex ciclista su strada belga
- 4 febbraio - Juan Martínez Oliver, dirigente sportivo, ex ciclista su strada e pistard spagnolo
- 4 febbraio - Øystein Neerland, dirigente sportivo e ex calciatore norvegese
- 4 febbraio - Oleh Protasov, dirigente sportivo, allenatore di calcio e ex calciatore ucraino
- 4 febbraio - Marc Van Der Linden, ex calciatore belga
- 4 febbraio - Steven Vanackere, politico belga
- 4 febbraio - Vjačeslav Volodin, politico russo
- 5 febbraio - Helena Bergström, attrice e regista svedese
- 5 febbraio - Diego De Silva, scrittore, giornalista e sceneggiatore italiano
- 5 febbraio - Pascal de Duve, scrittore belga († 1993)
- 5 febbraio - Rob Grabert, ex pallavolista olandese
- 5 febbraio - Laura Linney, attrice statunitense
- 5 febbraio - Duff McKagan, polistrumentista e cantante statunitense
- 5 febbraio - Carolina Morace, politica, allenatrice di calcio e ex calciatrice italiana
- 5 febbraio - Jim Pugh, ex tennista statunitense
- 5 febbraio - Antti Pääkkönen, attore e doppiatore finlandese
- 5 febbraio - Martha Fiennes, regista, produttrice cinematografica e scrittrice britannica
- 5 febbraio - Stojna Vangelovska, ex cestista jugoslava
- 5 febbraio - Alexia Vassiliou, cantante cipriota
- 6 febbraio - Reinhard Alber, ex pistard tedesco
- 6 febbraio - Laurent Cabannes, ex rugbista a 15 francese
- 6 febbraio - Simonetta Cerrini, storica italiana
- 6 febbraio - Mladen Karoglan, ex calciatore croato
- 6 febbraio - Tulio Pellegrinelli, motociclista italiano
- 6 febbraio - Germana Sperotto, ex fondista italiana
- 6 febbraio - Andrej Petrovič Zvjagincev, attore e regista russo
- 7 febbraio - Wim Arras, ex ciclista su strada belga
- 7 febbraio - Cesare Basile, cantautore italiano
- 7 febbraio - Silvia Bonucci, scrittrice e traduttrice italiana († 2015)
- 7 febbraio - Hamish French, ex calciatore e allenatore di calcio scozzese
- 7 febbraio - Gretchen Magers, ex tennista statunitense
- 7 febbraio - Phil Ohl, ex cestista e allenatore di pallacanestro canadese
- 7 febbraio - Cynthia Woodhead, ex nuotatrice statunitense
- 8 febbraio - Nicola Celon, velista italiano
- 8 febbraio - Tatjana Clasing, attrice tedesca
- 8 febbraio - Nicola Farron, attore italiano
- 8 febbraio - Afshin Ghotbi, allenatore di calcio e ex calciatore iraniano
- 8 febbraio - German Gref, politico e banchiere russo
- 8 febbraio - Vito Rosario Petrocelli, politico italiano
- 8 febbraio - Santosh Sivan, regista e direttore della fotografia indiano
- 8 febbraio - Andrea Szulák, cantante, soprano e attrice ungherese
- 9 febbraio - Alundra Blayze, ex wrestler e ex pilota automobilistico statunitense
- 9 febbraio - Rachel Bolan, bassista statunitense
- 9 febbraio - Mark Carleton-Smith, generale britannico
- 9 febbraio - Kent Christiansen, calciatore norvegese († 2004)
- 9 febbraio - Roberto Dalla Vecchia, ex cestista italiano
- 9 febbraio - Renee Ellmers, politica statunitense
- 9 febbraio - Aurelio González Ovies, poeta spagnolo
- 9 febbraio - Lars Grael, ex velista brasiliano
- 9 febbraio - Igor' Malkov, ex pattinatore di velocità su ghiaccio sovietico
- 9 febbraio - Antonio McKay, ex velocista statunitense
- 9 febbraio - Johanna Mikl-Leitner, politica austriaca
- 9 febbraio - Dewi Morris, ex rugbista a 15, giornalista e imprenditore britannico
- 9 febbraio - Romy Padovano, scrittore italiano
- 9 febbraio - Siegbert Rampe, direttore d'orchestra, clavicembalista e organista tedesco († 2025)
- 9 febbraio - Grzegorz Ryś, cardinale e arcivescovo cattolico polacco
- 9 febbraio - Ernesto Valverde, allenatore di calcio e ex calciatore spagnolo
- 10 febbraio - Stefano Barzan, compositore, arrangiatore e direttore d'orchestra italiano
- 10 febbraio - Andrea Bruniera, allenatore di calcio e ex calciatore italiano
- 10 febbraio - Daniela Castelli, ex modella, annunciatrice televisiva e attrice italiana
- 10 febbraio - María Comba, ex cestista argentina
- 10 febbraio - Victor Davis, nuotatore canadese († 1989)
- 10 febbraio - Sam Graddy, ex velocista e giocatore di football americano statunitense
- 10 febbraio - Mike Hooper, ex calciatore britannico
- 10 febbraio - Ihar Kryvušėnka, allenatore di calcio e ex calciatore bielorusso
- 10 febbraio - Dan Meuser, politico statunitense
- 10 febbraio - Francesca Neri, attrice e produttrice cinematografica italiana
- 10 febbraio - Roger Reijners, allenatore di calcio, dirigente sportivo e ex calciatore olandese
- 10 febbraio - Dada Vujasinović, giornalista serba († 1994)
- 11 febbraio - Adrian Hasler, politico e poliziotto liechtensteinese
- 11 febbraio - Fabrizio Lorieri, allenatore di calcio e ex calciatore italiano
- 11 febbraio - Sarah Palin, politica statunitense
- 11 febbraio - Ken Shamrock, ex wrestler e ex artista marziale misto statunitense
- 11 febbraio - Semir Tuce, ex calciatore jugoslavo
- 12 febbraio - Roberta Alloisio, attrice teatrale e cantautrice italiana († 2017)
- 12 febbraio - Eric Buffat, compositore, pianista e arrangiatore italiano
- 12 febbraio - Alun Davies, politico gallese
- 12 febbraio - Stéphane Franke, mezzofondista tedesco († 2011)
- 12 febbraio - Vittorio Pusceddu, allenatore di calcio e ex calciatore italiano
- 12 febbraio - Rachid Raha, giornalista, antropologo e attivista berbero
- 12 febbraio - Raphael Sbarge, attore statunitense
- 12 febbraio - Ben Sherwood, scrittore, giornalista e produttore televisivo statunitense
- 12 febbraio - Luc Suykerbuyk, ciclista su strada olandese
- 12 febbraio - Derek Tennell, ex giocatore di football americano statunitense
- 12 febbraio - Dumitriţa Turner, ex ginnasta rumena
- 12 febbraio - Erin Cressida Wilson, drammaturga, sceneggiatrice e insegnante statunitense
- 13 febbraio - Leo Andergassen, storico dell'arte italiano
- 13 febbraio - Pierre Bottero, scrittore francese († 2009)
- 13 febbraio - Stephen Bowen, astronauta statunitense
- 13 febbraio - Simona Chines, cestista e allenatrice di pallacanestro italiana
- 13 febbraio - Rocco Tanica, tastierista, compositore e comico italiano
- 13 febbraio - Nicoletta Elmi, attrice italiana
- 13 febbraio - Jonny Hector, scacchista svedese
- 13 febbraio - Ylva Johansson, politica svedese
- 13 febbraio - Csaba László, allenatore di calcio e ex calciatore ungherese
- 13 febbraio - Don Mattrick, ex dirigente d'azienda e informatico canadese
- 13 febbraio - Erkka Petäjä, ex calciatore finlandese
- 13 febbraio - Yamataka Eye, cantante giapponese
- 14 febbraio - Gianluca Barilari, allenatore di pallacanestro italiano
- 14 febbraio - Gianni Bugno, dirigente sportivo e ex ciclista su strada italiano
- 14 febbraio - Loredana Capone, politica italiana
- 14 febbraio - Suze DeMarchi, cantautrice australiana
- 14 febbraio - Frédéric Delcourt, ex nuotatore francese
- 14 febbraio - Gustavo Dezotti, dirigente sportivo e ex calciatore argentino
- 14 febbraio - Zach Galligan, attore statunitense
- 14 febbraio - Rostyn González, ex cestista venezuelano
- 14 febbraio - John Gotti Jr., mafioso statunitense
- 14 febbraio - Val Hoyle, politica statunitense
- 14 febbraio - Linsey MacDonald, ex velocista britannica
- 14 febbraio - Simone Mortier, triatleta tedesca
- 14 febbraio - Tor Pedersen, ex calciatore norvegese
- 14 febbraio - Valente Rodriguez, attore statunitense
- 14 febbraio - Petr Samec, ex calciatore ceco
- 14 febbraio - Rodolfo Torre Cantú, medico e politico messicano († 2010)
- 14 febbraio - Ramón Vázquez García, ex calciatore spagnolo
- 14 febbraio - Sigrid Wolf, ex sciatrice alpina austriaca
- 15 febbraio - Chris Farley, comico, attore e imitatore statunitense († 1997)
- 15 febbraio - Javier Fesser, regista e sceneggiatore spagnolo
- 15 febbraio - Tiziana Foschi, attrice, comica e regista teatrale italiana
- 15 febbraio - Håkan Hansson, ex sciatore freestyle svedese
- 15 febbraio - Hana Horká, cantante ceca († 2022)
- 15 febbraio - David Kato, attivista ugandese († 2011)
- 15 febbraio - Leland Melvin, ex astronauta statunitense
- 15 febbraio - Mark Price, ex cestista e allenatore di pallacanestro statunitense
- 15 febbraio - Kári Reynheim, allenatore di calcio e ex calciatore faroese
- 15 febbraio - Luca Toso, ex altista italiano
- 15 febbraio - Jörg Zander, ingegnere tedesco
- 15 febbraio - Biagio Zurlo, ex pugile, allenatore di pugilato e procuratore sportivo italiano
- 16 febbraio - Bebeto, politico e ex calciatore brasiliano
- 16 febbraio - Josette Bushell-Mingo, attrice e cantante svedese
- 16 febbraio - Christopher Eccleston, attore britannico
- 16 febbraio - Valentina Egorova, ex maratoneta russa
- 16 febbraio - Catharina Glassér-Bjerner, ex sciatrice alpina svedese
- 16 febbraio - Sean Lau, attore cinese
- 16 febbraio - Renzo Masoero, politico italiano
- 16 febbraio - Max Morinière, ex velocista francese
- 16 febbraio - Craig Neal, ex cestista, allenatore di pallacanestro e dirigente sportivo statunitense
- 16 febbraio - Richard Rellford, ex cestista statunitense
- 16 febbraio - Sören Tallhem, ex pesista svedese
- 16 febbraio - Hein Vanhaezebrouck, allenatore di calcio belga
- 17 febbraio - Raúl Avilés, ex calciatore ecuadoriano
- 17 febbraio - Fabrizio D'Aloia, ingegnere e imprenditore italiano
- 17 febbraio - Fabio Marco Dalla Vecchia, paleontologo italiano
- 17 febbraio - Jim Jordan, politico statunitense
- 17 febbraio - Thierry Laurey, allenatore di calcio e ex calciatore francese
- 17 febbraio - Enrico Lucci, giornalista e personaggio televisivo italiano
- 17 febbraio - Mike Painter, organista, compositore e arrangiatore italiano
- 17 febbraio - Donato Pirovano, filologo e critico letterario italiano
- 18 febbraio - Matt Dillon, attore e pittore statunitense
- 18 febbraio - Michael Gobal Gokum, vescovo cattolico nigeriano
- 18 febbraio - Brett Guthrie, politico statunitense
- 18 febbraio - Jared Huffman, politico e avvocato statunitense
- 18 febbraio - Sven Martinek, attore tedesco
- 18 febbraio - Francesca Menarini, imprenditrice e dirigente sportiva italiana
- 18 febbraio - Charles Onana, politologo, giornalista e saggista francese
- 18 febbraio - Lorenzo Petrocca, chitarrista e compositore italiano
- 18 febbraio - Gustavo Piga, economista italiano
- 18 febbraio - Gilmar Popoca, ex calciatore brasiliano
- 18 febbraio - Marco Scapinello, allenatore di hockey su ghiaccio e ex hockeista su ghiaccio italiano
- 18 febbraio - Eduard Son, ex calciatore kazako
- 18 febbraio - Jan Vogler, violoncellista tedesco
- 19 febbraio - Antoanela Cankova, ex cestista bulgara
- 19 febbraio - Paolo Costella, sceneggiatore e regista italiano
- 19 febbraio - Renzo Davoli, informatico e hacker italiano
- 19 febbraio - Jennifer Doudna, chimica statunitense
- 19 febbraio - Jonathan Lethem, scrittore e saggista statunitense
- 19 febbraio - Jim McInally, allenatore di calcio e ex calciatore scozzese
- 19 febbraio - Mauro Nardini, allenatore di calcio e ex calciatore italiano
- 19 febbraio - Nik Novecento, attore e personaggio televisivo italiano († 1987)
- 19 febbraio - Hugh Panaro, attore e cantante statunitense
- 19 febbraio - Roberto Policano, dirigente sportivo e ex calciatore italiano
- 19 febbraio - Elisabeth Schneider-Schneiter, politica e avvocata svizzera
- 20 febbraio - Romanas Brazdauskis, ex cestista lituano
- 20 febbraio - Cristina Cimino, ex ginnasta italiana
- 20 febbraio - French Stewart, attore e comico statunitense
- 20 febbraio - Rudi Garcia, allenatore di calcio e ex calciatore francese
- 20 febbraio - Willie Garson, attore statunitense († 2021)
- 20 febbraio - Peter Gordeno, tastierista e bassista britannico
- 20 febbraio - Yoshikazu Gotō, ex calciatore giapponese
- 20 febbraio - Michael A. Levine, compositore, produttore discografico e sceneggiatore statunitense
- 20 febbraio - Rodney Rowland, attore statunitense
- 20 febbraio - Kusuma Wardhani, arciera indonesiana († 2023)
- 20 febbraio - María Begoña Yarza, politica e medica cilena
- 21 febbraio - Geir Andersen, ex combinatista nordico norvegese
- 21 febbraio - Daniele Baldini, allenatore di calcio e ex calciatore italiano
- 21 febbraio - Alberto Borsari, armonicista italiano († 2008)
- 21 febbraio - Marion Clignet, ex ciclista su strada e pistard statunitense
- 21 febbraio - Scott DesJarlais, politico e medico statunitense
- 21 febbraio - Tommy Henriksen, chitarrista statunitense
- 21 febbraio - Mark Kelly, ex astronauta, ufficiale e politico statunitense
- 21 febbraio - Scott Joseph Kelly, ex astronauta e ufficiale statunitense
- 21 febbraio - Elisabeth Persson, giocatrice di curling svedese
- 21 febbraio - Maurizio Ragazzi, ex cestista italiano
- 21 febbraio - Oleksandr Rjabokon', ex calciatore e allenatore di calcio ucraino
- 21 febbraio - Ulf Sandegren, ex schermidore svedese
- 21 febbraio - Adrian Schiller, attore britannico († 2024)
- 21 febbraio - Stacy Title, regista, sceneggiatrice e produttrice cinematografica statunitense († 2021)
- 21 febbraio - Wilhelm Verwoerd, politico sudafricano
- 21 febbraio - Elena Vesnaver, scrittrice e regista teatrale italiana
- 21 febbraio - Ghani Yalouz, ex lottatore e dirigente sportivo francese
- 22 febbraio - Tommie Agee, ex giocatore di football americano statunitense
- 22 febbraio - Ed Boon, programmatore e autore di videogiochi statunitense
- 22 febbraio - José Celestino Campusano, regista e sceneggiatore argentino
- 22 febbraio - Gigi Fernández, ex tennista statunitense
- 22 febbraio - Andrea Galassi, dirigente sportivo e ex calciatore italiano
- 22 febbraio - Jenny Jenssen, cantante norvegese
- 22 febbraio - Luís Fernando Flores, ex calciatore brasiliano
- 22 febbraio - Kouji Okada, autore di videogiochi giapponese
- 22 febbraio - Son Hyung-sun, ex calciatore sudcoreano
- 22 febbraio - Simona Tagli, showgirl e conduttrice televisiva italiana
- 22 febbraio - Tan Hui-lin, ex cestista taiwanese
- 22 febbraio - William Tanui, ex mezzofondista keniota
- 22 febbraio - Henryk Wardach, cestista polacco († 2018)
- 22 febbraio - Magnus Wislander, ex pallamanista e allenatore di pallamano svedese
- 22 febbraio - James Wlcek, attore statunitense
- 22 febbraio - Atsuko Yamano, batterista e bassista giapponese
- 23 febbraio - Renata Briano, politica e attivista italiana
- 23 febbraio - Vincent Chalvon-Demersay, animatore francese
- 23 febbraio - Peter Kox, pilota automobilistico olandese
- 23 febbraio - John Norum, chitarrista e cantante norvegese
- 23 febbraio - Joseph O'Neill, scrittore irlandese
- 23 febbraio - Ronan Vibert, attore britannico († 2022)
- 24 febbraio - Alfonso Colucci, politico italiano
- 24 febbraio - Victor Ferreyra, ex calciatore argentino
- 24 febbraio - Maurice Field, rugbista a 15, personaggio televisivo e dirigente sportivo britannico
- 24 febbraio - Todd Field, attore, regista e sceneggiatore statunitense
- 24 febbraio - Ute Geweniger, ex nuotatrice tedesca
- 24 febbraio - Serge Hélan, ex triplista francese
- 24 febbraio - Grzegorz Kaszak, vescovo cattolico polacco
- 24 febbraio - Harry van der Laan, ex calciatore olandese
- 24 febbraio - Mićo Martić, allenatore di calcio a 5 e ex giocatore di calcio a 5 croato
- 24 febbraio - Takashi Nagasako, doppiatore giapponese
- 24 febbraio - Son Hyung-seon, ex calciatore sudcoreano
- 24 febbraio - Magdy Tolba, ex calciatore egiziano
- 24 febbraio - Imma Villa, attrice italiana
- 24 febbraio - Robert McLiam Wilson, scrittore britannico
- 25 febbraio - Adriano Bacconi, imprenditore e personaggio televisivo italiano
- 25 febbraio - Michel Bechet, ex calciatore lussemburghese
- 25 febbraio - Andreas Bitesnich, fotografo e musicista austriaco
- 25 febbraio - Lee Evans, attore e sceneggiatore britannico
- 25 febbraio - José Mota, allenatore di calcio e ex calciatore portoghese
- 25 febbraio - Don Majkowski, ex giocatore di football americano statunitense
- 25 febbraio - Russell Mark, tiratore a segno australiano
- 25 febbraio - Toño Torrecilla, ex calciatore spagnolo
- 25 febbraio - Massimiliano Narducci, ex tennista italiano
- 25 febbraio - Paolo Petrecca, giornalista, autore televisivo e conduttore televisivo italiano
- 25 febbraio - María Alicia Sinigaglia, ex schermitrice argentina
- 25 febbraio - Luigi Troiani, ex rugbista a 15 e dirigente sportivo italiano
- 25 febbraio - Nikita Wilson, ex cestista statunitense
- 26 febbraio - Fabián Basualdo, ex calciatore argentino
- 26 febbraio - Mark Dacascos, attore, artista marziale e stuntman statunitense
- 26 febbraio - Petăr Hubčev, allenatore di calcio e ex calciatore bulgaro
- 26 febbraio - Vladimir Krylov, ex velocista russo
- 26 febbraio - Naoto Ōshima, illustratore giapponese
- 27 febbraio - Paolo Catalano, ex velocista italiano
- 27 febbraio - Maria Tindara Gullo, politica italiana
- 27 febbraio - April Heinrichs, allenatrice di calcio e ex calciatrice statunitense
- 27 febbraio - Rainer Henkel, ex nuotatore tedesco
- 27 febbraio - Thomas Lange, ex canottiere tedesco
- 27 febbraio - Frank Menz, ex cestista, allenatore di pallacanestro e dirigente sportivo tedesco
- 27 febbraio - John Pyper-Ferguson, attore canadese
- 27 febbraio - Chi Zijian, scrittrice cinese
- 28 febbraio - Džamolidin Abdužaparov, ex ciclista su strada uzbeko
- 28 febbraio - Ángeles Araújo, ex cestista spagnola
- 28 febbraio - Nigel Dakin, diplomatico britannico
- 28 febbraio - Pierre Hantaï, clavicembalista francese
- 28 febbraio - Klaus Kinigadner, pilota motociclistico austriaco
- 28 febbraio - Lotta Lotass, scrittrice svedese
- 28 febbraio - Marco Martin, ex cestista italiano
- 28 febbraio - Maddalena Mazzocut-Mis, filosofa e drammaturga italiana
- 28 febbraio - Francis Tournefier, sollevatore francese
- 28 febbraio - Gustavo Oscar Zanchetta, vescovo cattolico argentino
- 28 febbraio - Fernando del Valle, tenore statunitense
- 29 febbraio - Alberto Barsotti, ex mezzofondista italiano
- 29 febbraio - Caroline Beer, ex sciatrice alpina austriaca
- 29 febbraio - Dave Brailsford, dirigente sportivo britannico
- 29 febbraio - Carmel Busuttil, allenatore di calcio e ex calciatore maltese
- 29 febbraio - Elisabetta Caporale, giornalista italiana
- 29 febbraio - Alfredo Costantino, allenatore di calcio e ex calciatore italiano
- 29 febbraio - Jared Gomes, cantante e rapper statunitense
- 29 febbraio - Amirouche Lalili, ex calciatore e ex giocatore di calcio a 5 algerino
- 29 febbraio - Marek Leśniak, allenatore di calcio e ex calciatore polacco
- 29 febbraio - Ola Lindgren, allenatore di pallamano e ex pallamanista svedese
- 29 febbraio - Giorgio Mancini, danzatore e coreografo italiano
- 29 febbraio - Larisa Pelešenko, ex pesista russa
- 29 febbraio - Antonella Ponziani, attrice e regista italiana
- 29 febbraio - Svilen Rusinov, ex pugile bulgaro
- 29 febbraio - Henrik Sundström, ex tennista svedese
- 29 febbraio - Davide Zoggia, politico italiano